# Kvarte
Kvarte falu Horvátországban Lika-Zengg megyében. Közigazgatásilag Perušićhoz tartozik.

## Fekvése
Otocsántól légvonalban 24 km-re közúton 29 km-re délkeletre, községközpontjától légvonalban 3 km-re közúton 4 km-re északra, az 50-es számú főút mentén fekszik. Közelében keletre halad el az A1-es autópálya is.

## Története
Kvarte területén már az ókorban jelentős erődített település állt. A falu feletti Megdan nevű magaslaton találhatók Epidotium várának csekély maradványai, melyet még az illírek egyik törzse a japodok építettek, majd miután a rómaiak meghódították jelentős településsé építették ki. Területén a római élet számos emléke került elő, köztük feliratos kövek, urnák, mozaikpadló maradványai, ólomcsövek, melyek annak bizonyságai, hogy az itteni házakban vízvezeték volt. Kezdetben valószínűleg csak őrállomás (statio), vagy útmenti pihenőhely (mansio) lehetett. A régészeti leletek tanúsága szerint azonban később Epidotium fontos kereskedelmi és forgalmi csomóponttá fejlődött annak az útnak a mentén, amelynek nyomait Kvarte és Perušić területén is megtalálták. A Megdanról ma is nagyszerű kilátás nyílik a Velebitre, Perušićra és Lokvéra. A mai falu neve is római eredetű és a quartus szóra vezethető vissza, nevét talán az itteni erőd négyszög alakja (castra quadrata) után kapta. Más vélemény szerint neve az itt talált római mérőkövekről származik, melyekkel egykor folyadékok űrmértékét mérték és amelyeket 1899-ben Zágrábba szállítottak. Az egyik 33,3 liter, a másik, 7,95 liter, a harmadik, 13,5 liter űrtartalmú volt. A középkor végén Kvartén török piac volt, a mai Lokve helyén pedig egy három méter mély tó hullámzott, melyet az útépítés során betemettek. 150 évi török uralom után 1689-ben a terület felszabadult a török uralom alól a szabaddá vált területre katolikus horvátok települtek, akik határőrszolgálatot láttak el. Az otocsáni ezred perušići századához, egyházilag a perušići plébániához tartoztak. A falunak 1857-ben 919, 1910-ben 809 lakosa volt. A trianoni békeszerződés előtt Lika-Korbava vármegye Perušići járásához tartozott. Ezt követően előbb a Szerb-Horvát-Szlovén Királyság, majd Jugoszlávia része lett. 1991-ben lakosságának 99 százaléka horvát nemzetiségű volt. 1991-ben a független Horvátország része lett. 2011-ben 193 lakosa volt, akik földműveléssel, állattartással foglalkoznak.

## Lakosság
| Lakosság változása | Lakosság változása | Lakosság változása | Lakosság változása | Lakosság változása | Lakosság változása | Lakosság változása | Lakosság változása | Lakosság változása | Lakosság változása | Lakosság változása | Lakosság változása | Lakosság változása | Lakosság változása | Lakosság változása | Lakosság változása |
| ------------------ | ------------------ | ------------------ | ------------------ | ------------------ | ------------------ | ------------------ | ------------------ | ------------------ | ------------------ | ------------------ | ------------------ | ------------------ | ------------------ | ------------------ | ------------------ |
| 1857               | 1869               | 1880               | 1890               | 1900               | 1910               | 1921               | 1931               | 1948               | 1953               | 1961               | 1971               | 1981               | 1991               | 2001               | 2011               |
| 919                | 979                | 778                | 734                | 840                | 809                | 707                | 721                | 706                | 643                | 680                | 562                | 349                | 366                | 277                | 193                |

## Nevezetességei
- A Megdan dombról nagyszerű kilátás nyílik a környező tájra. A dombról kis kertek között leereszkedve található a Szent Vid kápolna. Búcsúnapján június 15-én sokan gyűlnek itt össze énekelve, táncolva és a nélkülözhetetlen báránysültet és rablóhúst fogyasztva. Közelében egy török kori kút található. A domb alatt néhány jellegzetes likai ház található, többségük száz évnél is idősebb.
- A település közelében levő Štitar erdőben egy török kori őrtorony maradványai találhatók. A romok még az 1960-as években is mintegy két méter magasan álltak, ma már alig láthatók. Közelében fekszik a Šćiter nevű telep, melyet már 1484-ben említenek az írásos források.